# Mansour Bahrami
Mansour Bahrami (Arak, Iran, 26 april 1956) is een Iraans seniorproftennisser.
Hij leerde het tennisspel als ballenjongen bij de club in Teheran en werd prof in 1982. Hij heeft nooit een coach gehad. In zijn actieve loopbaan won hij 2 dubbelspeltitels. Sinds 1994 speelt hij in het seniorencircuit.
Tegenwoordig woont Bahrami in Parijs omdat hij vaak problemen had met het verkrijgen van visa voor de verschillende landen waar hij tennis speelde. Met zijn techniek en balgevoel tovert hij de meest ongelooflijke kunststukjes uit zijn racket, vergezeld van grappen en grollen. Daarom is hij nog steeds een graaggeziene speler bij verschillende demonstratietoernooien over de hele wereld en in het seniorencircuit, de ATP Tour of Champions.

## Prestatietabel
| Legenda | Legenda                          |
| ------- | -------------------------------- |
| g.t.    | geen toernooi gehouden           |
| l.c.    | lagere categorie                 |
| –       | niet deelgenomen                 |
| G       | uitgeschakeld in de groepsfase   |
| 1R      | uitgeschakeld in de eerste ronde |
| 2R      | uitgeschakeld in de tweede ronde |
| 3R      | uitgeschakeld in de derde ronde  |
| 4R      | uitgeschakeld in de vierde ronde |
| KF      | uitgeschakeld in de kwartfinale  |
| HF      | uitgeschakeld in de halve finale |
| F       | de finale verloren               |
| W       | het toernooi gewonnen            |
| w-v     | winst/verlies-balans             |

### Prestatietabel grand slam, enkelspel
| Toernooi        | 1981 | 1984 | 1985 | 1986 | 1987 | 1988 | 1989 | 1990 |
| --------------- | ---- | ---- | ---- | ---- | ---- | ---- | ---- | ---- |
| Australian Open | –    | –    | –    | –    | –    | –    | –    | –    |
| Roland Garros   | 2R   | 1R   | –    | –    | –    | 1R   | –    | 1R   |
| Wimbledon       | –    | –    | –    | –    | –    | –    | –    | –    |
| US Open         | –    | –    | –    | –    | –    | –    | –    | –    |

### Prestatietabel grand slam, dubbelspel
| Toernooi        | 1976 | 1977   | 1981 | 1984 | 1985 | 1986 | 1987 | 1988 | 1989 | 1990 | 1991 |
| --------------- | ---- | ------ | ---- | ---- | ---- | ---- | ---- | ---- | ---- | ---- | ---- |
| Australian Open | –    | 2R & - | –    | –    | –    | –    | –    | –    | –    | –    | –    |
| Roland Garros   | –    | –      | –    | –    | –    | –    | 3R   | 2R   | F    | 1R   | 1R   |
| Wimbledon       | –    | –      | –    | –    | –    | –    | –    | 2R   | –    | 1R   | 1R   |
| US Open         | 1R   | –      | –    | –    | –    | 1R   | 3R   | 1R   | 1R   | 2R   | 1R   |